# Ostrowite (powiat tczewski)
Ostrowite – wieś kociewska w Polsce położona w województwie pomorskim, w powiecie tczewskim, w gminie Gniew w sąsiedztwie drogi krajowej nr 91. Wieś jest częścią składową sołectwa Kolonia Ostrowicka. Na południe od miejscowości znajdują się jeziora Pieniążkowo i Półwieś. We wsi znajdowała się Szkoła Podstawowa im. gen. Jana Henryka Dąbrowskiego
W latach 1975–1998 miejscowość administracyjnie należała do województwa gdańskiego.